# 瑞穗牧場
瑞穗牧場是一座開放式的休閒牧場，以放牧乳牛、生產乳製品而聞名，位於花蓮縣瑞穗鄉舞鶴村，為舞鶴風景區的一部分。

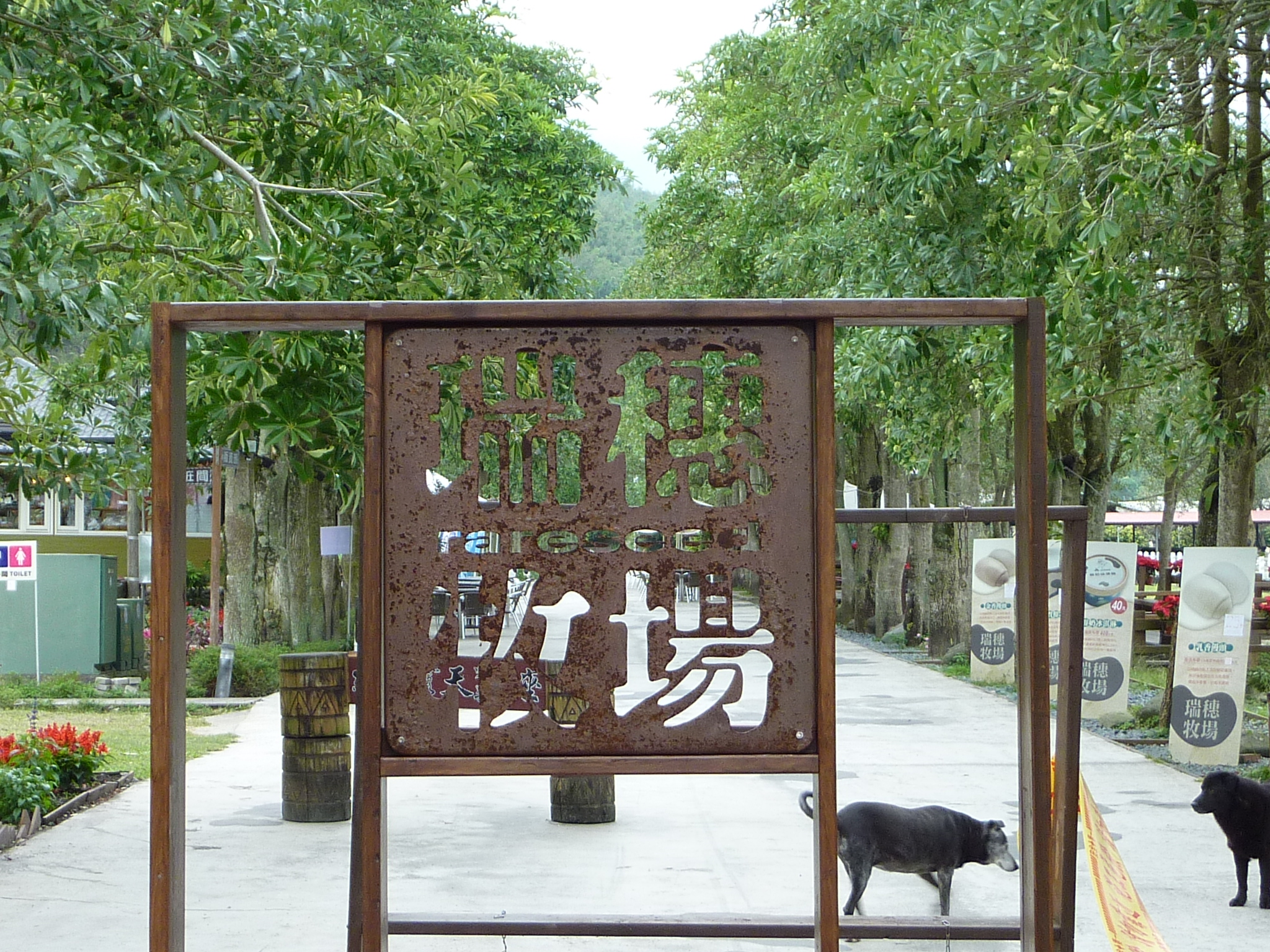
瑞穗牧場入口

## 歷史沿革
瑞穗牧場成立於民國58年（1969年），最早開始以種植農作物為主。民國74年（1985年）時，一次颱風破壞了當年度木瓜的收成，因此契機經營主轉而將經營重心改為不易受風災影響的乳牛放牧，生產乳製品。民國87年（1998年）起，將乳牛生產的牛乳交由統一企業加工，成為知名品牌「統一瑞穗鮮乳」行銷到全台各地。後因政府大力提倡觀光休閒農業，到訪瑞穗牧場的遊客增多，遂由單純的草原牧場逐步朝向多元化觀光牧場發展。牧場整備後，目前設有露天咖啡座、涼椅、觀覽台、洗手間、步道、自行車道、紀念品、販賣部等設施。

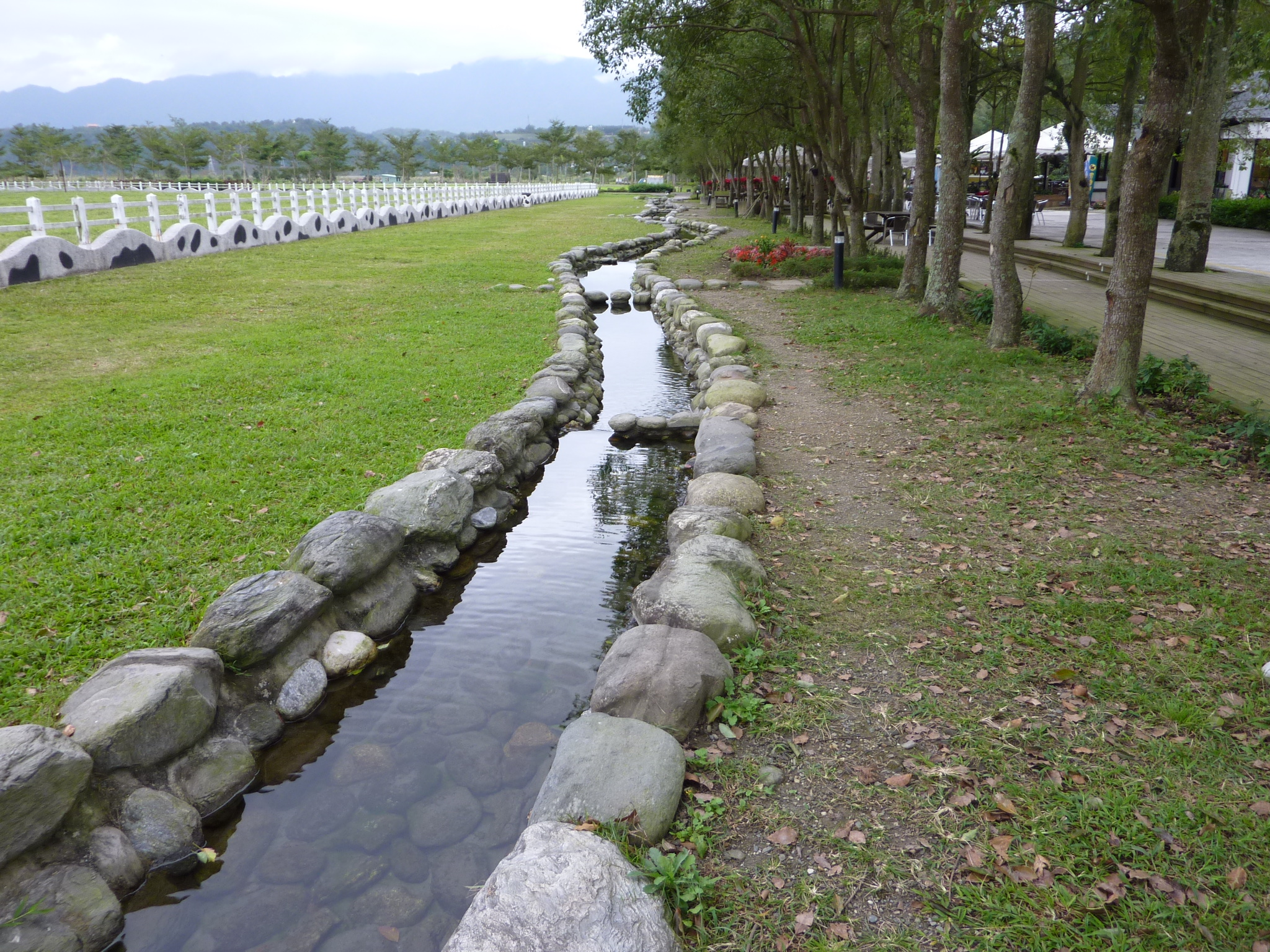
牧場一隅
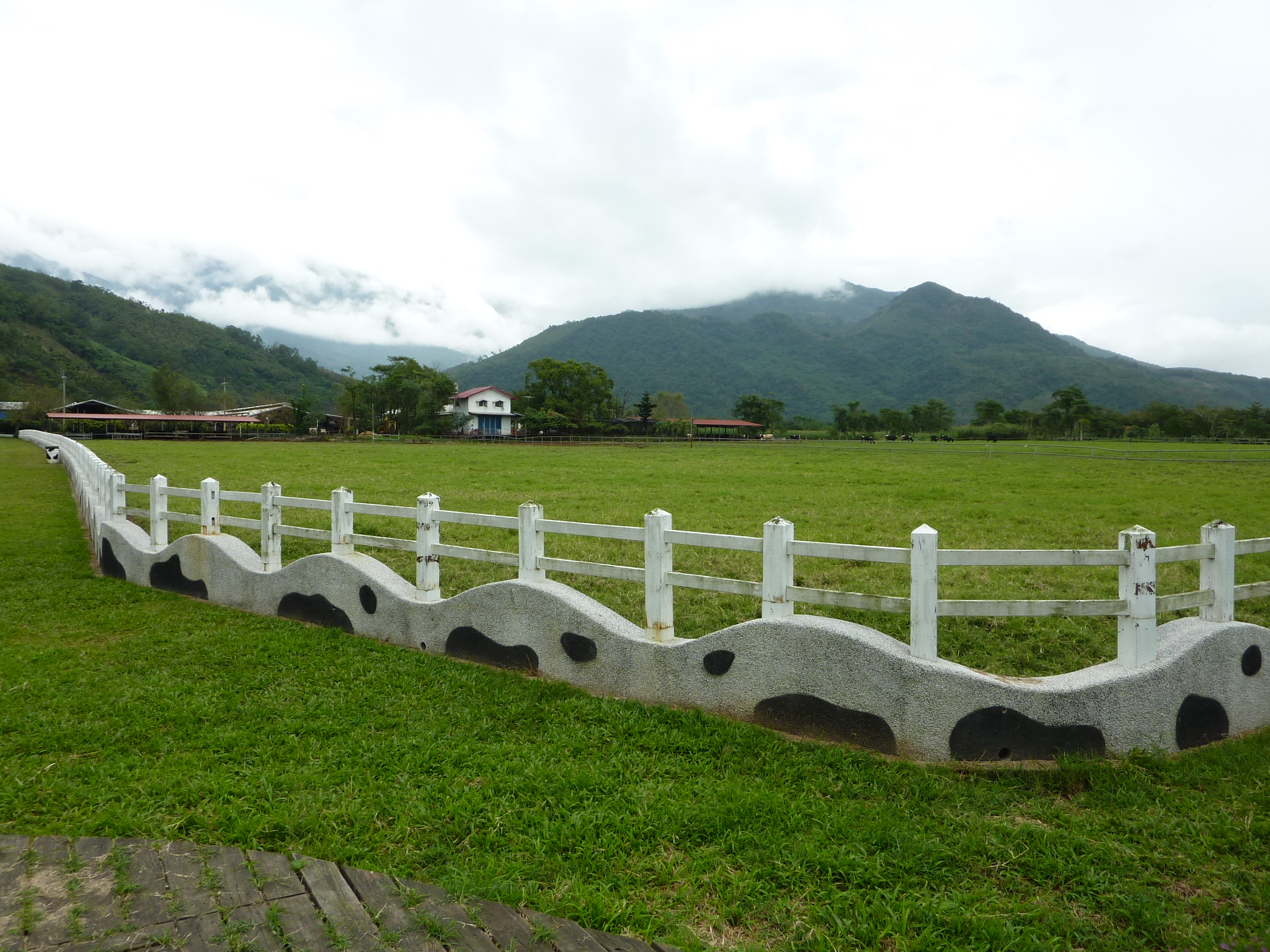
牧場一隅
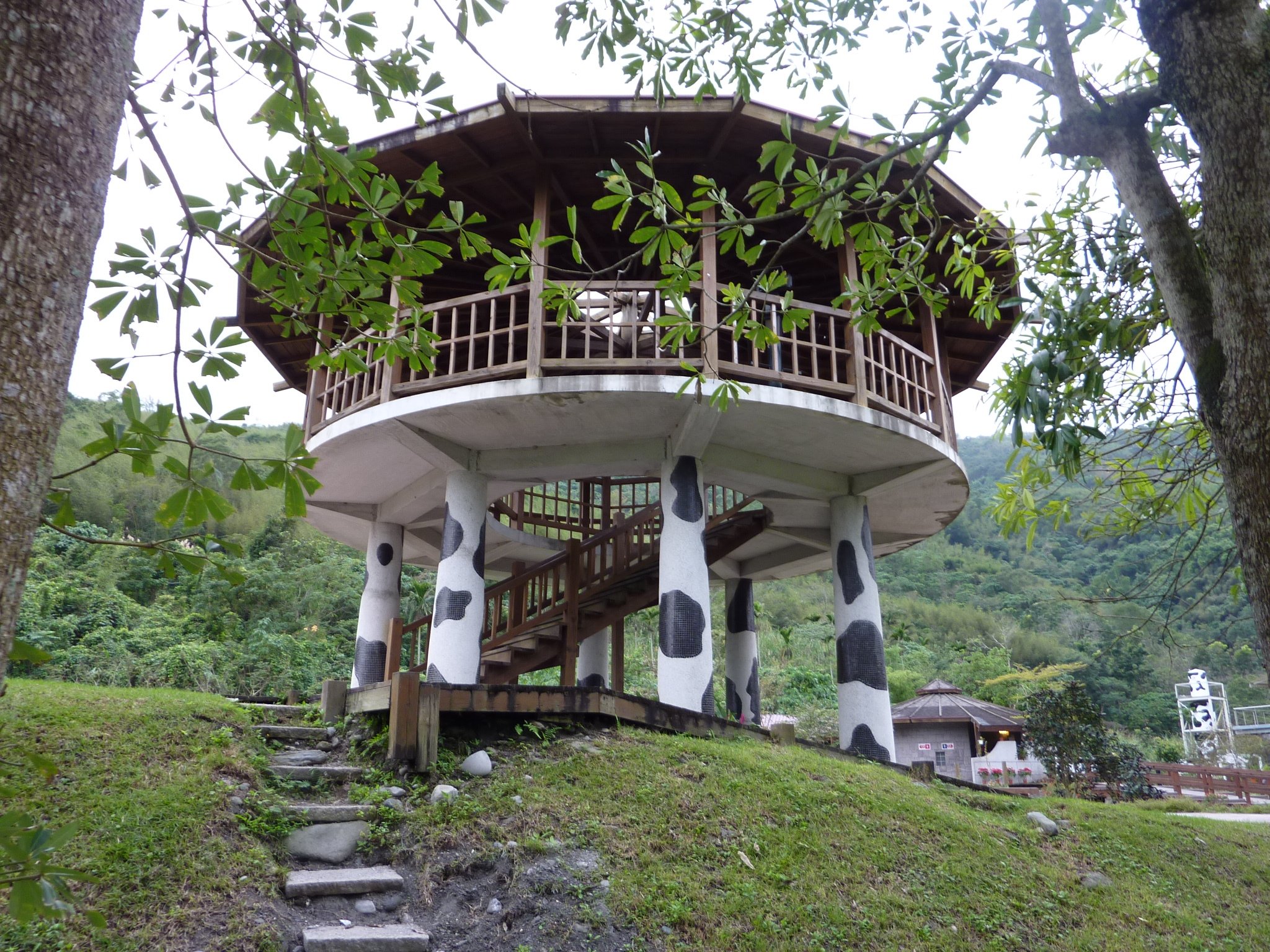
觀覽台
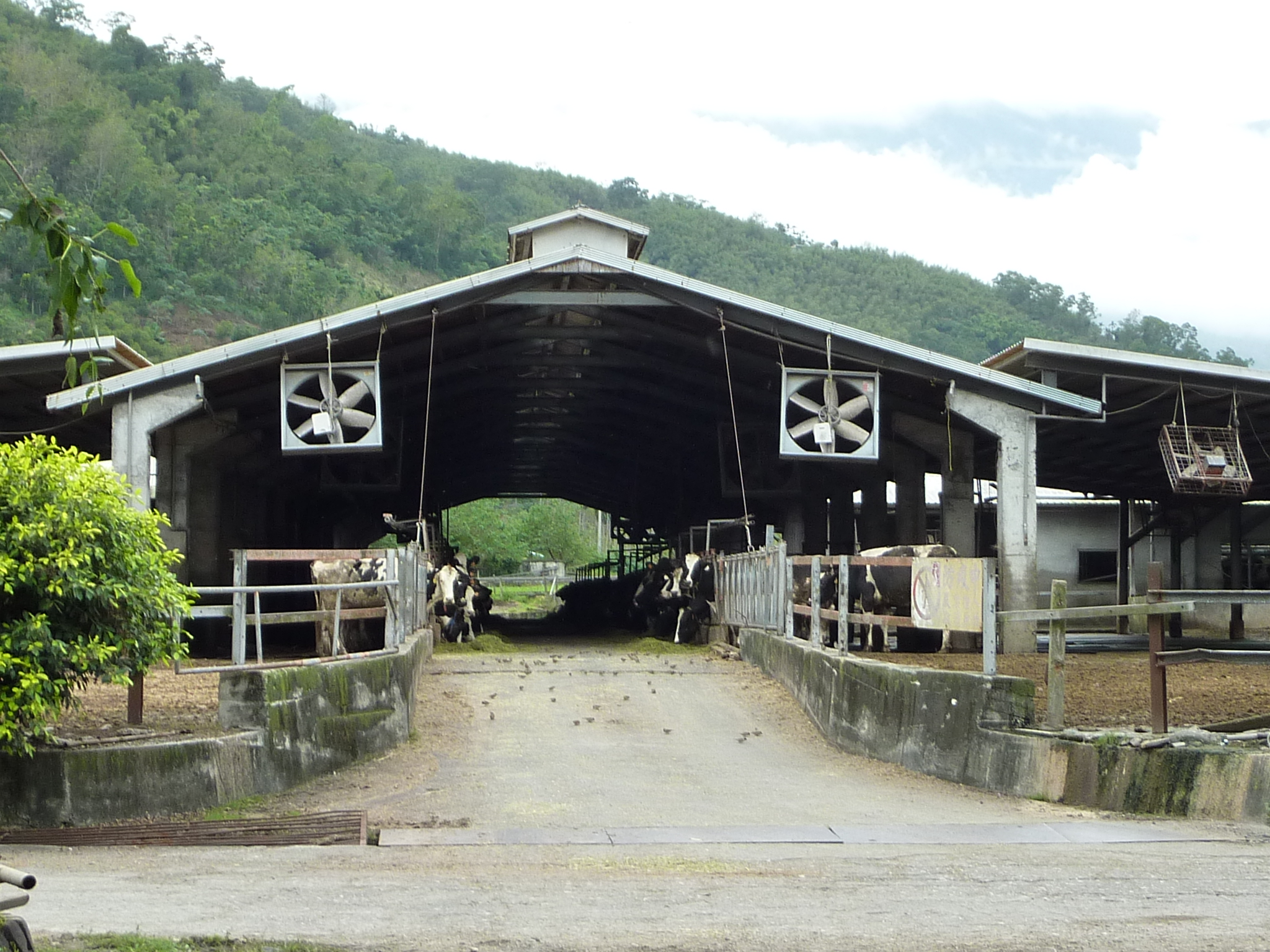
牛棚

## 地理環境
瑞穗牧場位於舞鶴台地下方紅葉溪及秀姑巒溪匯流處，介於中央山脈、海岸山脈及花東縱谷之間，佔地約有四十甲，灌溉水來自中央山脈的乾淨水源，因此牧草肥美，且空氣清新，極適合養殖乳牛。食用此地牧草的乳牛多健康壯碩，且生產的乳質優良，而每頭乳牛平均每日產約二十公斤的乳量。

## 生態放牧
瑞穗牧場除了有放牧乳牛之外，另闢有駝鳥觀賞區。皆可任憑遊客近距離餵食。此外，因牧場天然條件極佳，如白鷺鷥、家八哥、黃鶺鴒等各種不同的野鳥也會飛到此處停泊休憩。

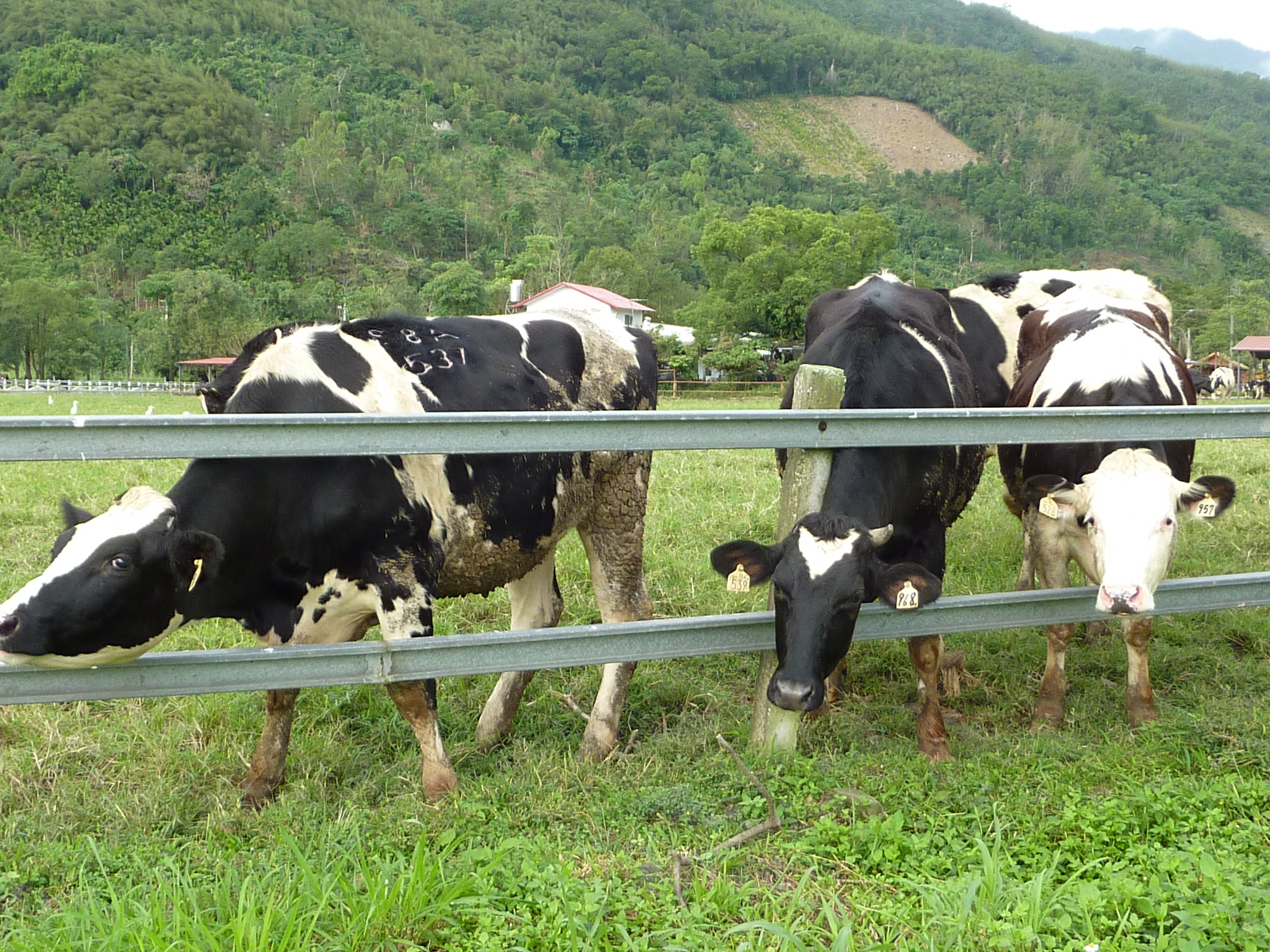
乳牛
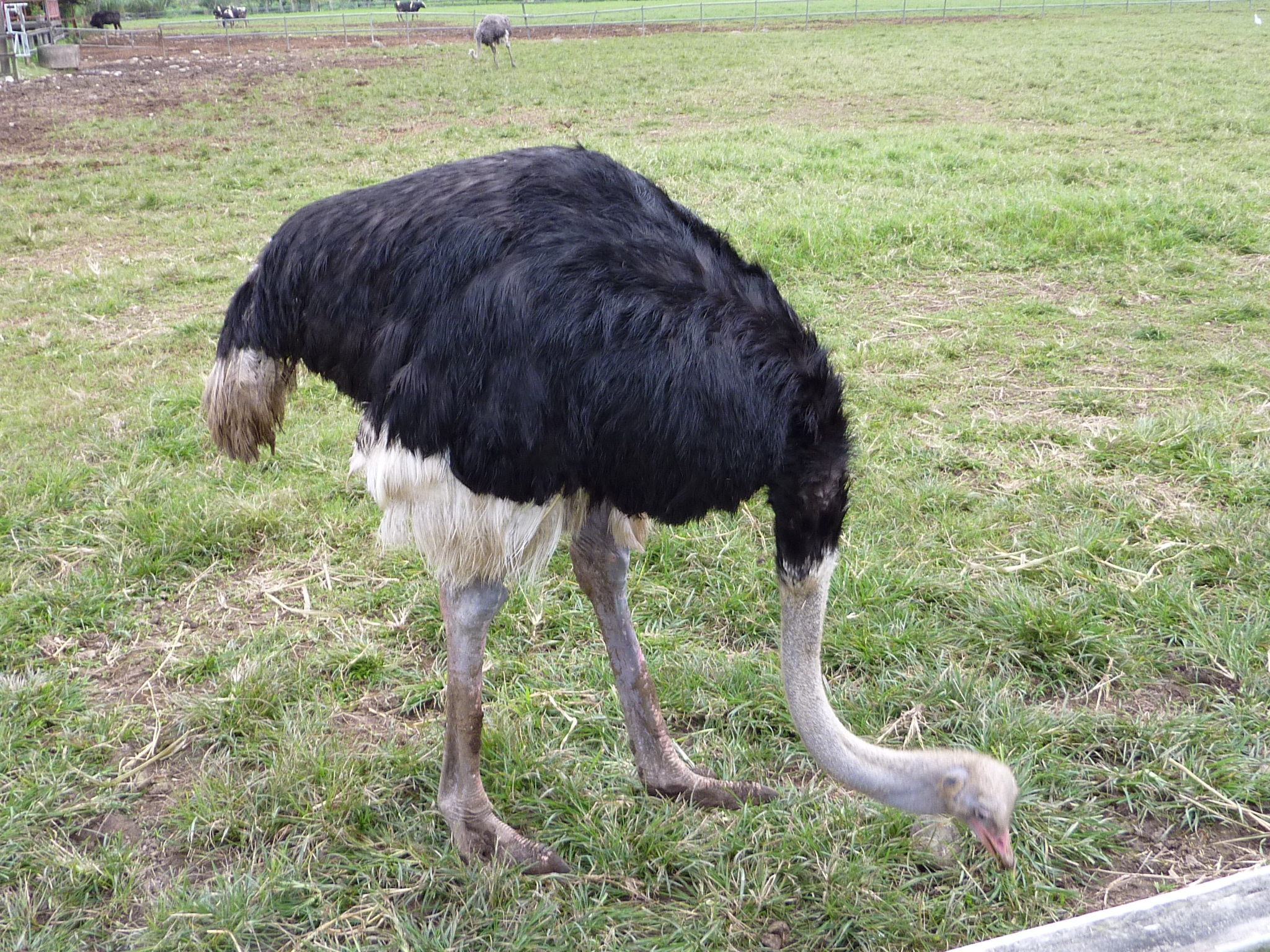
駝鳥

## 牧場乳製品
瑞穗牧場將牛隻身上採集的牛乳，製作為鮮乳、鮮乳酪、鮮乳饅頭、乳製冰品等各種食品。

## 週邊景點
- 掃叭石柱（舞鶴石柱）
- 馬立雲部落
- 北回歸線紀念碑

## 交通資訊
瑞穗牧場距離瑞穗車站約9分鐘車程。開車時，沿著台九線南下至瑞穗鄉舞鶴段前，看見大茶壺地標後即右轉，並沿牧場指標前往。

## 外部連結
- 瑞穗鄉公所
- 瑞穗牧場
- 花蓮縣觀光資訊網-瑞穗牧場 （页面存档备份，存于）
- 瑞穗鮮乳官方網站
- 瑞穗鮮乳 - 香純 來自用心的Facebook專頁
- YouTube上的瑞穗鮮乳 香純, 來自用心頻道